# Lijst van olympische medaillewinnaars wielersport (weg)
De discipline wegwielrennen binnen de olympische sport wielersport stond op de eerste editie van de moderne Olympische Spelen (1896) en sinds 1912 onafgebroken op het programma van de Olympische Zomerspelen. Deze pagina geeft de lijst van olympische medaillewinnaars in deze discipline.

## Mannen

### Tijdrit
| Editie | Goud | Goud                | Zilver | Zilver         | Brons  | Brons           |
| ------ | ---- | ------------------- | ------ | -------------- | ------ | --------------- |
| 1996   | ESP  | Miguel Indurain     | ESP    | Abraham Olano  | GBR    | Chris Boardman  |
| 2000   | RUS  | Vjatsjeslav Jekimov | GER    | Jan Ullrich    | vacant | vacant          |
| 2004   | RUS  | Vjatsjeslav Jekimov | USA    | Bobby Julich   | AUS    | Michael Rogers  |
| 2008   | SUI  | Fabian Cancellara   | SWE    | Gustav Larsson | USA    | Levi Leipheimer |
| 2012   | GBR  | Bradley Wiggins     | GER    | Tony Martin    | GBR    | Chris Froome    |
| 2016   | SUI  | Fabian Cancellara   | NED    | Tom Dumoulin   | GBR    | Chris Froome    |
| 2020   | SLO  | Primož Roglič       | NED    | Tom Dumoulin   | AUS    | Rohan Dennis    |
| 2024   | BEL  | Remco Evenepoel     | ITA    | Filippo Ganna  | BEL    | Wout Van Aert   |

| Land | Goud | Zilver | Brons |
| ---- | ---- | ------ | ----- |
| RUS  | 2    | 0      | 0     |
| SUI  | 2    | 0      | 0     |
| ESP  | 1    | 1      | 0     |
| GBR  | 1    | 0      | 3     |
| BEL  | 1    | 0      | 1     |
| SLO  | 1    | 0      | 0     |
| GER  | 0    | 2      | 0     |
| USA  | 0    | 1      | 1     |
| NED  | 0    | 2      | 0     |
| SWE  | 0    | 1      | 0     |
| ITA  | 0    | 1      | 0     |
| AUS  | 0    | 0      | 2     |

1. ↑  2000: Het IOC nam in 2013 de bronzen medaille van de Amerikaan Lance Armstrong af, naar aanleiding van het schrappen van zijn resultaten door de UCI.[1]
2. ↑  2004: De Amerikaan Tyler Hamilton won in eerste instantie de tijdrit in een tijd van 57.31,74. In 2011 bekende hij dat hij destijds doping had gebruikt en hij leverde zijn gouden plak in.[2] Zijn gouden medaille ging een jaar later naar de Rus Vjatsjeslav Jekimov, het zilver naar de Amerikaan Bobby Julich en het brons naar de Australiër Michael Rogers.[3]

Meervoudige medaillewinnaars
| Succesvolste                                      | Meervoudige                           |
| ------------------------------------------------- | ------------------------------------- |
| 2-0-0 Fabian Cancellara 2-0-0 Vjatsjeslav Jekimov | 0-2-0 Tom Dumoulin 0-0-2 Chris Froome |

### Wegwedstrijd
| Editie | Goud | Goud                     | Zilver | Zilver               | Brons           | Brons                |
| ------ | ---- | ------------------------ | ------ | -------------------- | --------------- | -------------------- |
| 1896   | GRE  | Aristidis Konstantinidis | GER    | August von Gödrich   | GBR             | Edward Battel        |
|        |      |                          |        |                      |                 |                      |
| 1912   | RSA  | Rudolph Lewis            | GBR    | Frederick Grubb      | USA             | Carl Schutte         |
| 1920   | SWE  | Harry Stenqvist          | RSA    | Henry Kaltenbrun     | FRA             | Fernand Canteloube   |
| 1924   | FRA  | Armand Blanchonnet       | BEL    | Henri Hoevenaers     | FRA             | René Hamel           |
| 1928   | DEN  | Henry Hansen             | GBR    | Frank Southall       | SWE             | Gösta Carlsson       |
| 1932   | ITA  | Attilio Pavesi           | ITA    | Guglielmo Segato     | SWE             | Bernhard Britz       |
| 1936   | FRA  | Robert Charpentier       | FRA    | Guy Lapébie          | SUI             | Ernst Nievergelt     |
| 1948   | FRA  | José Beyaert             | NED    | Gerrit Voorting      | BEL             | Lode Wouters         |
| 1952   | BEL  | André Noyelle            | BEL    | Robert Grondelaers   | GER             | Edi Ziegler          |
| 1956   | ITA  | Ercole Baldini           | FRA    | Arnaud Geyre         | GBR             | Alan Jackson         |
| 1960   | URS  | Viktor Kapitonov         | ITA    | Livio Trapè          | BEL             | Willy Vanden Berghen |
| 1964   | ITA  | Mario Zanin              | DEN    | Kjell Rodian         | BEL             | Walter Godefroot     |
| 1968   | ITA  | Pierfranco Vianelli      | DEN    | Leif Mortensen       | SWE             | Gösta Pettersson     |
| 1972   | NED  | Hennie Kuiper            | AUS    | Clyde Sefton         | niet uitgereikt | niet uitgereikt      |
| 1976   | SWE  | Bernt Johansson          | ITA    | Giuseppe Martinelli  | POL             | Mieczysław Nowicki   |
| 1980   | URS  | Sergej Soechoroetsjenkov | POL    | Czesław Lang         | URS             | Joeri Barinov        |
| 1984   | USA  | Alexi Grewal             | CAN    | Steve Bauer          | NOR             | Dag Otto Lauritzen   |
| 1988   | GDR  | Olaf Ludwig              | FRG    | Bernd Gröne          | FRG             | Christian Henn       |
| 1992   | ITA  | Fabio Casartelli         | NED    | Erik Dekker          | LAT             | Dainis Ozols         |
| 1996   | SUI  | Pascal Richard           | DEN    | Rolf Sørensen        | GBR             | Maximilian Sciandri  |
| 2000   | GER  | Jan Ullrich              | KAZ    | Aleksandr Vinokoerov | GER             | Andreas Klöden       |
| 2004   | ITA  | Paolo Bettini            | POR    | Sérgio Paulinho      | BEL             | Axel Merckx          |
| 2008   | ESP  | Samuel Sánchez           | SUI    | Fabian Cancellara    | RUS             | Aleksandr Kolobnev   |
| 2012   | KAZ  | Aleksandr Vinokoerov     | COL    | Rigoberto Urán       | NOR             | Alexander Kristoff   |
| 2016   | BEL  | Greg Van Avermaet        | DEN    | Jakob Fuglsang       | POL             | Rafał Majka          |
| 2020   | ECU  | Richard Carapaz          | BEL    | Wout van Aert        | SLO             | Tadej Pogačar        |
| 2024   | BEL  | Remco Evenepoel          | FRA    | Valentin Madouas     | FRA             | Christophe Laporte   |

| Land | Goud | Zilver | Brons |
| ---- | ---- | ------ | ----- |
| ITA  | 6    | 3      | 0     |
| BEL  | 3    | 3      | 4     |
| FRA  | 3    | 3      | 4     |
| SWE  | 2    | 0      | 3     |
| URS  | 2    | 0      | 1     |
| DEN  | 1    | 4      | 0     |
| NED  | 1    | 2      | 0     |
| GER  | 1    | 1      | 2     |
| SUI  | 1    | 1      | 1     |
| KAZ  | 1    | 1      | 0     |
| RSA  | 1    | 1      | 0     |
| USA  | 1    | 0      | 1     |
| ECU  | 1    | 0      | 0     |
| ESP  | 1    | 0      | 0     |
| GDR  | 1    | 0      | 0     |
| GRE  | 1    | 0      | 0     |
| GBR  | 0    | 2      | 3     |
| POL  | 0    | 1      | 2     |
| FRG  | 0    | 1      | 1     |
| AUS  | 0    | 1      | 0     |
| CAN  | 0    | 1      | 0     |
| COL  | 0    | 1      | 0     |
| POR  | 0    | 1      | 0     |
| NOR  | 0    | 0      | 2     |
| LAT  | 0    | 0      | 1     |
| SLO  | 0    | 0      | 1     |
| RUS  | 0    | 0      | 1     |

1. ↑  1972: De Spanjaard Jaime Huélamo eindigde als derde maar werd gediskwalificeerd wegens een positieve dopingtest.
2. ↑  2008: De Italiaan Davide Rebellin eindigde als tweede maar werd gediskwalificeerd wegens een positieve dopingtest (Cera).

## Vrouwen

### Tijdrit
| Editie | Goud | Goud                          | Zilver | Zilver                 | Brons | Brons                  |
| ------ | ---- | ----------------------------- | ------ | ---------------------- | ----- | ---------------------- |
| 1996   | RUS  | Zoelfia Zabirova              | FRA    | Jeannie Longo-Ciprelli | CAN   | Clara Hughes           |
| 2000   | NED  | Leontien Zijlaard-van Moorsel | USA    | Mari Holden            | FRA   | Jeannie Longo-Ciprelli |
| 2004   | NED  | Leontien Zijlaard-van Moorsel | USA    | Deirdre Demet-Barry    | SUI   | Karin Thürig           |
| 2008   | USA  | Kristin Armstrong             | GBR    | Emma Pooley            | SUI   | Karin Thürig           |
| 2012   | USA  | Kristin Armstrong             | GER    | Judith Arndt           | RUS   | Olga Zabelinskaja      |
| 2016   | USA  | Kristin Armstrong             | RUS    | Olga Zabelinskaja      | NED   | Anna van der Breggen   |
| 2020   | NED  | Annemiek van Vleuten          | SUI    | Marlen Reusser         | NED   | Anna van der Breggen   |
| 2024   | AUS  | Grace Brown                   | GBR    | Anna Henderson         | USA   | Chloé Dygert           |

| Land | Goud | Zilver | Brons |
| ---- | ---- | ------ | ----- |
| USA  | 3    | 2      | 1     |
| NED  | 3    | 0      | 2     |
| RUS  | 1    | 1      | 1     |
| AUS  | 1    | 0      | 0     |
| GBR  | 0    | 2      | 0     |
| SUI  | 0    | 1      | 2     |
| FRA  | 0    | 1      | 1     |
| GER  | 0    | 1      | 0     |
| CAN  | 0    | 0      | 1     |

Meervoudige medaillewinnaars
| Succesvolste                                                | Meervoudige                                                                                        |
| ----------------------------------------------------------- | -------------------------------------------------------------------------------------------------- |
| 3-0-0 Kristin Armstrong 2-0-0 Leontien Zijlaard-van Moorsel | 0-1-1 Jeannie Longo-Ciprelli 0-1-1 Olga Zabelinskaja 0-0-2 Anna van der Breggen 0-0-2 Karin Thürig |

### Wegwedstrijd
| Editie | Goud | Goud                          | Zilver | Zilver                 | Brons | Brons                |
| ------ | ---- | ----------------------------- | ------ | ---------------------- | ----- | -------------------- |
| 1984   | USA  | Connie Carpenter-Phinney      | USA    | Rebecca Twigg          | FRG   | Sandra Schumacher    |
| 1988   | NED  | Monique Knol                  | FRG    | Jutta Niehaus          | URS   | Laima Zilporyte      |
| 1992   | AUS  | Kathryn Watt                  | FRA    | Jeannie Longo-Ciprelli | NED   | Monique Knol         |
| 1996   | FRA  | Jeannie Longo-Ciprelli        | ITA    | Imelda Chiappa         | CAN   | Clara Hughes         |
| 2000   | NED  | Leontien Zijlaard-van Moorsel | GER    | Hanka Kupfernagel      | LTU   | Diana Žiliūtė        |
| 2004   | AUS  | Sara Carrigan                 | GER    | Judith Arndt           | RUS   | Olga Sljoesarjova    |
| 2008   | GBR  | Nicole Cooke                  | SWE    | Emma Johansson         | ITA   | Tatiana Guderzo      |
| 2012   | NED  | Marianne Vos                  | GBR    | Elizabeth Armitstead   | RUS   | Olga Zabelinskaja    |
| 2016   | NED  | Anna van der Breggen          | SWE    | Emma Johansson         | ITA   | Elisa Longo Borghini |
| 2020   | AUT  | Anna Kiesenhofer              | NED    | Annemiek van Vleuten   | ITA   | Elisa Longo Borghini |
| 2024   | USA  | Kristen Faulkner              | NED    | Marianne Vos           | BEL   | Lotte Kopecky        |

| Land | Goud | Zilver | Brons |
| ---- | ---- | ------ | ----- |
| NED  | 4    | 2      | 1     |
| USA  | 2    | 1      | 0     |
| AUS  | 2    | 0      | 0     |
| FRA  | 1    | 1      | 0     |
| GBR  | 1    | 1      | 0     |
| AUT  | 1    | 0      | 0     |
| GER  | 0    | 2      | 0     |
| SWE  | 0    | 2      | 0     |
| ITA  | 0    | 1      | 3     |
| FRG  | 0    | 1      | 1     |
| RUS  | 0    | 0      | 2     |
| BEL  | 0    | 0      | 1     |
| CAN  | 0    | 0      | 1     |
| LTU  | 0    | 0      | 1     |
| URS  | 0    | 0      | 1     |

Meervoudige medaillewinnaars
| Succesvolste                                                       | Meervoudige                                     |
| ------------------------------------------------------------------ | ----------------------------------------------- |
| 1-1-0 Jeannie Longo-Ciprelli 1-1-0 Marianne Vos 1-0-1 Monique Knol | 0-2-0 Emma Johansson 0-0-2 Elisa Longo Borghini |

## Afgevoerde onderdelen
Beide onderdelen waren voor mannen.

### Tijdrit, team
| Editie | Goud | Goud                                                                | Zilver | Zilver                                                                | Brons           | Brons                                                                   |
| ------ | ---- | ------------------------------------------------------------------- | ------ | --------------------------------------------------------------------- | --------------- | ----------------------------------------------------------------------- |
| 1960   | ITA  | Antonio Bailetti Ottavio Cogliati Giacomo Fornoni Livio Trapè       | EUA    | Egon Adler Erich Hagen Günter Lörke Gustav-Adolf Schur                | URS             | Viktor Kapitonov Jevgeni Klevtsov Joeri Melikhov Aleksej Petrov         |
| 1964   | NED  | Evert Dolman Gerben Karstens Jan Pieterse Bart Zoet                 | ITA    | Severino Andreoli Luciano Dalla Bona Pietro Guerra Feruccio Manza     | SWE             | Sven Hamrin Erik Pettersson Gösta Pettersson Sture Pettersson           |
| 1968   | NED  | Fedor den Hertog Jan Krekels René Pijnen Joop Zoetemelk             | SWE    | Erik Pettersson Gösta Pettersson Sture Pettersson Tomas Pettersson    | ITA             | Giovanni Bramucci Vittorio Marcelli Mauro Simonetti Pierfranco Vianelli |
| 1972   | URS  | Valeri Jardi Gennadi Komnatov Valeri Lichatsjov Boris Sjoekov       | POL    | Edward Barcik Lucjan Lis Stanisław Szozda Ryszard Szurkowski          | niet uitgereikt | niet uitgereikt                                                         |
| 1976   | URS  | Vladimir Kaminski Aavo Pikkuus Valeri Tsjaplygin Anatoli Tsjoekanov | POL    | Tadeusz Mytnik Mieczysław Nowicki Stanisław Szozda Ryszard Szurkowski | DEN             | Verner Blaudzun Gert Frank Jørgen Hansen Jørn Lund                      |
| 1980   | URS  | Anatoli Jarkin Joeri Kasjirin Oleg Logvin Sergej Sjelpakov          | GDR    | Falk Boden Bernd Drogan Hans-Joachim Hartnick Olaf Ludwig             | TCH             | Michal Klasa Vlastibor Konečný Alipi Kostadinov Jiří Škoda              |
| 1984   | ITA  | Marcello Bartalini Marco Giovannetti Eros Poli Claudio Vandelli     | SUI    | Alfred Achermann Richard Trinkler Laurent Vial Benno Wiss             | USA             | Ron Kiefel Clarence Knickman Davis Phinney Andrew Weaver                |
| 1988   | GDR  | Uwe Ampler Mario Kummer Maik Landsmann Jan Schur                    | POL    | Joachim Halupczok Zenon Jaskuła Marek Leśniewski Andrzej Sypytkowski  | SWE             | Anders Jarl Björn Johansson Jan Karlsson Michel Lafis                   |
| 1992   | GER  | Bernd Dittert Christian Meyer Uwe Peschel Michael Rich              | ITA    | Flavio Anastasia Luca Colombo Gianfranco Contri Andrea Peron          | FRA             | Hervé Boussard Didier Faivre-Pierret Philippe Gaumont Jean-Louis Harel  |

| Land | Goud | Zilver | Brons |
| ---- | ---- | ------ | ----- |
| URS  | 3    | 0      | 1     |
| ITA  | 2    | 2      | 1     |
| NED  | 2    | 0      | 0     |
| GDR  | 1    | 1      | 0     |
| GER  | 1    | 0      | 0     |
| POL  | 0    | 3      | 0     |
| SWE  | 0    | 1      | 2     |
| EUA  | 0    | 1      | 0     |
| SUI  | 0    | 1      | 0     |
| DEN  | 0    | 0      | 1     |
| FRA  | 0    | 0      | 1     |
| TCH  | 0    | 0      | 1     |
| USA  | 0    | 0      | 1     |

1. ↑  1972: De Nederlanders Fedor den Hertog, Aad van den Hoek, Hennie Kuiper en Cees Priem eindigden als derde (tijd 2:12.27,1) maar werden gediskwalificeerd wegens een positieve dopingtest.

Meervoudige medaillewinnaars
| Meervoudige |
| --- |
| 0-1-1 Erik Pettersson 0-1-1 Gösta Pettersson 0-1-1 Sture Pettersson 0-2-0 Stanisław Szozda 0-2-0 Ryszard Szurkowski |

### Wegwedstrijd, team
| Editie | Goud | Goud                                                                  | Zilver | Zilver                                                     | Brons | Brons                                                           |
| ------ | ---- | --------------------------------------------------------------------- | ------ | ---------------------------------------------------------- | ----- | --------------------------------------------------------------- |
| 1912   | SWE  | Erik Friborg Algot Lönn Ragnar Malm Axel Persson                      | GBR    | Frederick Grubb William Hammond Leon Meredith Charles Moss | USA   | Albert Kruschel Alvin Loftes Walter Martin Carl Schutte         |
| 1920   | FRA  | Fernand Canteloube Georges Detreille Marcel Gobillot Achille Souchard | SWE    | Sigfrid Lundberg Ragnar Malm Axel Persson Harry Stenqvist  | BEL   | Albert De Bunné Jean Jeanssens André Vercruysse Albert Wyckmans |
| 1924   | FRA  | Armand Blanchonnet René Hamel Georges Wambst                          | BEL    | Henri Hoevenaers Alphonse Parfondry Jean Van den Bosch     | SWE   | Eric Bohlin Ragnar Malm Gunnar Sköld                            |
| 1928   | DEN  | Henry Hansen Orla Jørgensen Leo Nielsen                               | GBR    | Jack Lauterwasser John Middleton Frank Southall            | SWE   | Gösta Carlsson Erik Jansson Georg Johnsson                      |
| 1932   | ITA  | Giuseppe Olmo Attilio Pavesi Guglielmo Segato                         | DEN    | Henry Hansen Leo Nielsen Frode Sørensen                    | SWE   | Arne Berg Bernhard Britz Sven Höglund                           |
| 1936   | FRA  | Robert Charpentier Robert Dorgebray Guy Lapébie                       | SUI    | Edgar Buchwalder Ernst Nievergelt Kurt Ott                 | BEL   | Auguste Garrebeek Armand Putzeys François Vandermotte           |
| 1948   | BEL  | Léon De Lathouwer Eugène Van Roosbroeck Lode Wouters                  | GBR    | Robert Maitland Ian Scott Gordon Thomas                    | FRA   | José Beyaert Jacques Dupont Alain Moineau                       |
| 1952   | BEL  | Robert Grondelaers André Noyelle Lucien Victor                        | ITA    | Dino Bruni Gianni Ghidini Vincenzo Zucconelli              | FRA   | Jacques Anquetil Claude Rouer Alfred Tonello                    |
| 1956   | FRA  | Arnaud Geyre Maurice Moucheraud Michel Vermeulin                      | GBR    | Arthur Brittain William Holmes Alan Jackson                | EUA   | Reinhold Pommer Gustav-Adolf Schur Horst Tüller                 |

| Land | Goud | Zilver | Brons |
| ---- | ---- | ------ | ----- |
| FRA  | 4    | 0      | 2     |
| BEL  | 2    | 1      | 2     |
| SWE  | 1    | 1      | 3     |
| DEN  | 1    | 1      | 0     |
| ITA  | 1    | 1      | 0     |
| GBR  | 0    | 4      | 0     |
| SUI  | 0    | 1      | 0     |
| EUA  | 0    | 0      | 1     |
| USA  | 0    | 0      | 1     |

Meervoudige medaillewinnaars
| Succesvolste                                                              | Meervoudige |
| ------------------------------------------------------------------------- | ----------- |
| 1-1-1 Ragnar Malm 1-1-0 Henry Hansen 1-1-0 Leo Nielsen 1-1-0 Axel Persson |             |

Athene 1896 · 
Parijs 1900 · 
St. Louis 1904 · 
Londen 1908 · 
Stockholm 1912 · 
Antwerpen 1920 · 
Parijs 1924 · 
Amsterdam 1928 · 
Los Angeles 1932 · 
Berlijn 1936 · 
Londen 1948 · 
Helsinki 1952 · 
Melbourne 1956 · 
Rome 1960 · 
Tokio 1964 · 
Mexico-stad 1968 · 
München 1972 · 
Montréal 1976 · 
Moskou 1980 · 
Los Angeles 1984 · 
Seoel 1988 · 
Barcelona 1992 · 
Atlanta 1996 · 
Sydney 2000 · 
Athene 2004 · 
Peking 2008 · 
Londen 2012 · 
Rio de Janeiro 2016 ·
Tokio 2020 ·
Parijs 2024 ·
Los Angeles 2028
Medaillewinnaars: Baanwielrennen · BMX · Mountainbike · Wegwielrennen